# Velo de novia
Velo de novia é uma telenovela mexicana  produzida por Juan Osorio para a Televisa e exibida entre 30 de junho de 2003 a 2 de janeiro de 2004, sucedendo Niña... amada mía e antecedendo Amarte es mi pecado. 
É uma versão mesclada das obras Véu de Noiva de Janete Clair e  Yo no creo en los hombres de Caridad Bravo Adams, produzidas em 1969 e 1991, respectivamente.
A primeira etapa é protagonizada por Susana González e Eduardo Santamarina e antagonizada por Cynthia Klitbo, Blanca Guerra e  Héctor Suárez com a atuação especial de Marlene Favela. 
Na segunda etapa ainda é protagonizada por Susana González e Eduardo Santamarina e antagonizada por Cynthia Klitbo com as demais particpações antagônicas de Lilia Aragón e Luis Madaría com a atuação especial de Carmen Salinas.

## Sinopse
1° Etapa:
José Manuel del Álamo é noivo de Raquela. Ele é um homem íntegro e honrado que não desconfia da maldade que reina na alma de sua namorada. Desde a infância, ambas as famílias presumiram que ele se casaria com Raquela, e José Manuel só percebe quando a data do casamento se aproxima que a pessoa que ele realmente ama é Ángeles. Quando José Manuel rompe o noivado, Raquela é tomada por tal fúria que provoca um acidente no qual Ángeles perde a vida.
Mas seu coração continuará batendo no corpo de Andrea, uma jovem alegre e gentil que trabalha como costureira e cujo sonho é se tornar uma grande estilista. Andrea mora em uma casa de estudantes de propriedade de sua avó, Doña Antonia, e trabalha na fábrica de roupas da família Villaseñor. Durante anos, Andrea sofreu de insuficiência cardíaca que poderia acabar com sua vida a qualquer momento. No entanto, a generosidade de Ángeles em doar seu coração lhe dará uma nova esperança de vida.
O destino oferece a José Manuel uma nova oportunidade de amor quando ele conhece Andrea, mas seu caminho será difícil, porque não será apenas Raquela que ficará entre eles. Ricarda, mãe de José Manuel, é uma mulher fria e arrogante, obcecada por sua beleza, que guarda um segredo obscuro que pode destruir seu casamento e que está relacionado à família de Andrea. Ricarda recorrerá à intriga e até à chantagem para separar José Manuel e Andrea e assim manter seu segredo, seu Véu de Noiva, escondido.
2° Etapa:
Após a morte de José Manuel, Andrea se muda pra Guadalajara, lá ela conhece o sósia de José Manuel, Jorge Robleto, um advogado íntegro, mas ele já está namorando Raquela. Andrea também conhece Arturo Del Moral, primo de Raquela e filho de Enriqueta Valverde de Del Moral, uma mulher fria e cruel, assim como seu filho que fica obececado por Andrea.
Andrea e Jorge se apaixonam, mas Raquela está disposta a tudo pra separar eles. Depois de um tempo Arturo estupra Andrea, depois disso ela passa a desprezar ele. Arturo tenta repetir esse ato, mas Andrea resiste e acaba o matando sem querer, por isso Enriqueta a faz ser presa, pouco tempo depois Raquela também é presa e passa a infernizar Andrea, chegando a tentar matá-la queimada, mas Andrea sai viva e Raquela é quem se queima, Enriqueta acaba matando Malvina González, mãe de Andrea e ela vai a julgamento.
Andrea também vai a julgamento e com a ajuda de Jorge ela é inocentada. Raquela estando toda queimada é sequestrada e torturada pelo seu advogado Álvaro Julio Castillo. Depois de um tempo ela tenta fugir mas cai num ninho de ratos. Enriqueta é condenada a 30 anos de prisão. Raquela que sobreviveu aos acidentes reencontra sua tia Enriqueta na cadeia. Andrea e Jorge finalmente estão juntos e vivem felizes para sempre.

## Produção
Foi a segunda novela da Televisa a ser gravada com sinal de alta definição. 
Devido à audiência não satisfatória, o produtor Juan Osorio fez drásticas mudanças na trama. Começando pela mudança de roteiristas, onde entrou Marcia del Río no lugar de María Antonieta Calú, que apenas decidiu os rumos dos personagens. Vários atores que estavam sobrando foram dispensados nessa segunda fase da novela, ficando intactos apenas o trio protagonista. E por fim, nesta nova fase foi incrementada à história os livretos de Yo no creo en los hombres, com o objetivo de turbinar a audiência.

## Elenco

### Primeira etapa

#### Elenco central
- Susana González - Andrea Paz González
- Eduardo Santamarina - José Manuel Del Álamo Sánchez
- Cynthia Klitbo - Raquela Villaseñor Del Moral
- Héctor Suárez - Azael Villaseñor
- Blanca Guerra - Ricarda Sánchez de Del Álamo

#### Elenco principal
- Raymundo Capetillo - Filemón Paz
- Paquita la del Barrio - Antonia González / "Mamá Toña" / "Mamá Grande"
- Yuliana Peniche - Aniceta Paz González / "Ani"
- Arturo Vázquez - Sebastián Paz / Sebastián Del Álamo
- Carmen Salinas - Malvina González
- Jessica Segura - Nydia
- Adriana Chapela - Olga González
- Pablo Magallanes - Raúl
- Niurka - Vida
- Vannya Valencia - Romina
- Jorge Poza - Rafael Sosa / Ernesto Sosa
- Martha Ortiz - Catalina Sosa / "Doña Cata"
- Roberto Vander - Germán del Álamo
- Mariana Sánchez - Federica Del Álamo Sánchez
- Toño Mauri - Juan Carlos Villaseñor Del Moral
- Julissa - Lía Del Moral de Villaseñor
- Elizabeth Álvarez - Dulce María Salazar
- Alan - Isaac Carvajal
- Uberto Bondoni - Aarón Montenegro
- Joemy Blanco - Claudia Montenegro
- Alicia Fahr - Eduarda
- Lorena de la Garza - Cachita Chávez
- Irma Dorantes - Chabelita

#### Elenco secundario
- Emilio Fernández - Guillermo / "Memo"
- Fernando Robles - Marcelo Mejía
- Raúl Magaña - Lic. Efraín Vega
- Manuel Landeta - Román Ruiz
- Nora Patricia Romero - Ana Luisa Reyes
- Juan Imperio - Dr. Angelo
- Moisés Suárez - Demetrio Carillo
- Jaime Fernández - Hernán Ocampo
- Manoella Torres - La Pecosa
- Rubén Olivares - El Púas
- Sandra Montoya - Yolanda Montero
- Lucero Campos - Carmelita
- Lucía Bravo - La Leona
- Pablo Cheng - Tequila
- Azalia - Lizárraga Ulloa
- Eric Aurioles "El Tlacua-H" - Pancho
- Arturo Guízar - Lic. Yépez
- Juan Carlos Franzoni - Erick
- Manolo Royo - Armando
- Yirelka Yeraldine - Alambrito Almanedá
- Cynthia Urias - Jovita Luna
- Ricardo Margaleff - Adán
- Sergio Argueta - Teo
- Angel Enciso - Zury
- Elena Silva - Imelda
- Enrique Bermúdez - Mauro
- Juan Carilles - Javier Ortiz Insunza
- Juan M. Espadas - Isauro
- Silvio Gomagui - Nicolás Nava
- Miguel Ángel Loyo - Leonel Carvajal
- Pietro Vannucci - Luigi
- Raúl Padilla "Chóforo" - Jacinto
- Juan Verduzco
- Adriana Rojo
- Natalia Traven
- Libertad
- Carlos Probert

#### Participaciones especiales
- Marlene Favela - Ángeles Villaseñor Del Moral
- Luis Madaría - Arturo Del Moral Valverde
- Lilia Aragón - Enriqueta Valverde Vda. de Del Moral
- Carlos Bonavides - Él mismo

### Segunda etapa

#### Elenco central
- Susana González - Andrea Paz González
- Eduardo Santamarina - Jorge Robleto
- Cynthia Klitbo - Raquela Villaseñor Del Moral
- Luis Madaría - Arturo Del Moral Valverde
- Lilia Aragón - Enriqueta Valverde Vda. de Del Moral

#### Elenco principal
- Carmen Salinas - Malvina González
- Jessica Segura - Nydia
- Niurka - Vida
- Irma Dorantes - Isabel / "Chabelita"
- Aitor Iturrioz - Marcos Ruiz
- Silvia Mariscal - Leticia de Robleto
- Humberto Elizondo - Pedro Robleto
- Imanol - Alexis Robleto
- Óscar Traven - Lic. Álvaro Julio Castillo
- Latin Lover - Latin
- Claudia Silva - Virginia Mirabal
- Lorena Velázquez - Adela Mirabal
- Bobby Larios - Beto Castell
- Hugo Macías Macotela - Don Filiberto Castell
- Estrella Lugo - Gloria
- María Clara Zurita - Úrsula

#### Elenco secundario
- Vanessa Arias - Neddy
- Miguel Pizarro - Reynaldo Portillo
- Rebeca Mankita - Yara
- Flor Procuna - Josefa / "Fefa"
- Rebeca Manríquez - Lamara
- Gabriel de Cervantes - Enrique Quintanilla
- Emilio Fernández - Guillermo / "Memo"
- Mónica Dossetti - Francisca Rivero / "Paca"
- Andrés Puentes Jr. - Sammy
- Dalilah Polanco - Aracely
- Isabel Martínez "La Tarabilla" - Zoila Ramírez / "Belén"
- Amparo Garrido - Cándida
- Julio Preciado - Padre Julio
- Queta Lavat - Socorro
- Teo Tapia - Lucio González
- José Luis Cordero - Gumaro Estrada
- Claudia Ortega - Sandra
- Fátima Torre - Flavia Morales
- Roberto Marín - Hugo
- Raúl Castellanos - Enrique
- Eduardo Antonio - Doctor Eduardo Bárcenas
- Kelchie Arizmendi - Patricia
- Ángeles Alonso - Teresa
- Lorena Enríquez - Inés González
- Archie Lafranco - Carlos Alfredo Escobar
- Hugo Aceves - Chato
- Juan Carlos Bonet - Arsenio López
- Rubén Morales - Basilio López
- Francisco Avendaño - Lic. Galvis
- Naydelin Navarrete - Patricia
- Elena Silva - Imelda Pérez
- Ramón Menéndez - Jiménez
- Erendira Zumaya - Lalita
- Arturo Guizar - Presentador
- Roberto Ruy - Evaristo
- Miriam Jasso - Alicia
- Shula - Marissa
- Albert Chávez - Contreras
- Pablo Cheng - Tequila
- Ileana Muñiz - Susy
- Sergio Jiménez - Juez Estévez
- Juan Carlos Novoa - Bigotes
- Mauricio Roldan - Braulio Cancino
- Carlos Balart - Tony
- Tomas García - Jaro
- José Miguel Checa - Doctor Molina

#### Participaciones especiales
- Marlene Favela - Ángeles Villaseñor Del Moral
- Carlos Bonavides - Él mismo

## Reprise
Foi reprisada pelo TLNovelas entre 23 de fevereiro e 28 de agosto de 2009, substituindo Las vías del amor e sendo substituida por Si Dios me quita la vida. 

## Audiência
A trama obteve 21,1 pontos de média.